# Історія Луї Пастера (фільм)
«Історія Луї Пастера» (англ. The Story of Louis Pasteur) — біографічна драма 1936 року про життя французького мікробіолога та хіміка Луї Пастера.

## Сюжет
Франція, XIX століття. Новаторські ідеї хіміка Луї Пастера в галузі медицини відкидаються більшістю лікарів. Його заклик до лікарів мити руки та стерилізувати інструменти перед операціями зустрінутий насмішками. Але за допомогою своїх небагаточисленних прибічників Пастеру вдається зробити важливе відкриття, і, не дивлячись на переслідування, добитися визнання.

## В ролях
- Пол Муні — Луї Пастер
- Джозефін Хатчінсон — Марі Пастер
- Аніта Луіз — Аннет Пастер
- Дональд Вудс — доктор Жан Мартель
- Акім Тамірофф — доктор Заранофф
- Хеллівел Гоббс — доктор Лістер

## Нагороди та номінації
Повний перелік нагород та номінацій — на сайті IMDB.
| Премія                             | Категорія                          | Ім'я                         | Результат |
| ---------------------------------- | ---------------------------------- | ---------------------------- | --------- |
| Оскар                              | Найкращий фільм                    |                              | Номінація |
| Оскар                              | Найкраща чоловіча роль             | Пол Муні                     | Перемога  |
| Оскар                              | Найкращий адаптований сценарій     | П'єр Коллінгз, Шерідан Гібні | Перемога  |
| Оскар                              | Найкраще літературне першоджерело  | П'єр Коллінгз, Шерідан Гібні | Перемога  |
| Премія Венеційського кінофестиваля | Кубок Муссоліні за найкращий фільм |                              | Номінація |
| Премія Венеційського кінофестиваля | Найкраща чоловіча роль             | Пол Муні                     | Перемога  |